# 川邊健太郎
川邊 健太郎（かわべ けんたろう、1974年10月19日 - ）は、日本のメディアプロデューサー、実業家。LINEヤフー株式会社代表取締役会長、一般社団法人日本IT団体連盟代表理事兼会長、Yahoo!基金理事長。東京都渋谷区恵比寿出身。千葉県館山市在住。

## 経歴
青山学院初等部、青山学院中等部・高等部、青山学院大学法学部卒業。1995年、同大学在学中に電脳隊を設立、1999年9月代表取締役社長就任。同年12月にピー・アイ・エムを設立。2000年にヤフー（現・Zホールディングス）とピー・アイ・エムの合併に伴いヤフー（現・Zホールディングス）に入社、Yahoo!モバイル担当プロデューサーに就任。Yahoo!みんなの政治、Yahoo!ニュースの責任者を経て、2009年にGyao（現・GYAO）代表取締役社長に就任。2012年7月ヤフー（現・Zホールディングス）副社長、2018年6月代表取締役社長CEO就任。2021年9月デジタル庁デジタル社会構想会議委員。
2022年4月、ヤフー株式会社取締役就任。2023年4月、Zホールディングス代表取締役（現・LINEヤフー）会長就任。

## 人物
祖父は自動車教習所やタクシー会社などを経営した実業家だった。ヤフーが45％出資する持分法適用の関連会社アスクルの岩田彰一郎社長が、アスクルの個人向けネット通販「ロハコ」をヤフーに譲渡することを断ったため、2019年8月2日の株主総会にて岩田社長を支持する社外取締役3人ともども解任動議を発出した。動議はアスクルに11％出資するプラスが賛成に回り可決されたが、さかのぼる6月27日にロハコの譲渡を拒絶する岩田社長に退任をせまった際の「あらがえない決定、晩節を汚さない方がよい」などと言ったことも含めて報道された。

## 履歴

### 学歴・職歴
- 1996年（平成8年）12月 - 有限会社電脳隊設立 取締役[12]。
- 1998年（平成10年）3月 - 青山学院大学法学部卒業[7]。
- 1999年（平成11年）9月 - 株式会社電脳隊代表取締役社長[12]。
- 1999年（平成11年）12月 - ピー・アイ・エム株式会社設立 取締役[12]。
- 2000年（平成12年）8月 - ヤフー株式会社（現・LINEヤフー株式会社）入社 Yahoo!モバイル担当プロデューサー[12]。
- 2003年（平成15年） - ヤフー株式会社（現・LINEヤフー株式会社）Yahoo!モバイル担当プロデューサー兼社会貢献担当プロデューサー[13]。
- 2007年（平成19年） - ヤフー株式会社（現・LINEヤフー株式会社）メディア事業部シニアプロデューサー[13]。
- 2009年（平成21年） - ヤフー株式会社（現・LINEヤフー株式会社）メディア事業統括本部メディアサービス本部メディア企画部部長[13]。
- 2009年（平成21年）5月 - 株式会社GyaO出向 代表取締役社長[14]。
- 2012年（平成24年）4月 - ヤフー株式会社（現・LINEヤフー株式会社）執行役員COO メディア事業統括本部本部長[15]。
- 2012年（平成24年）7月 - ヤフー株式会社（現・LINEヤフー株式会社）副社長COO メディアサービスカンパニー長[16]。
- 2013年（平成25年）4月 - ヤフー株式会社（現・LINEヤフー株式会社）副社長COO[17]。
- 2013年（平成25年）5月 - 株式会社アニマティック設立 非常勤取締役[18]。
- 2014年（平成26年）6月 - ヤフー株式会社（現・LINEヤフー株式会社）取締役副社長COO[19]。
- 2015年（平成27年）6月 - ヤフー株式会社（現・LINEヤフー株式会社）副社長執行役員COO[20]。
- 2017年（平成29年）4月 - ヤフー株式会社（現・LINEヤフー株式会社）副社長執行役員COO コマースグループ長[21]。
- 2018年（平成30年）4月 - ヤフー株式会社（現・LINEヤフー株式会社）副社長執行役員CEO[22]。
- 2018年（平成30年）6月 - ヤフー株式会社（現・LINEヤフー株式会社）代表取締役社長CEO[22]。
- 2018年（平成30年）9月 - ソフトバンク株式会社非常勤取締役（現任）[23]。
- 2019年（令和元年）5月 - 紀尾井町分割準備株式会社設立 代表取締役社長[24]。
- 2019年（令和元年）10月 - ヤフー株式会社（二代目法人）代表取締役社長CEO[25]。
- 2020年（令和2年）1月 - 株式会社ZOZO非常勤取締役[26]。
- 2021年（令和3年）3月 - Zホールディングス株式会社（現・LINEヤフー株式会社）代表取締役社長Co-CEO[27]。
- 2022年（令和4年）4月 - ヤフー株式会社（二代目法人）取締役。
- 2023年（令和5年）4月 - Zホールディングス株式会社（現・LINEヤフー株式会社）代表取締役会長（現任）[27]。

### 受賞・栄誉
- 2014年（平成26年） - 「G1新世代リーダー・アワード」経済の部（一般社団法人G1）[28]。

## 現職
- LINEヤフー株式会社代表取締役会長[29]
- 一般社団法人日本IT団体連盟代表理事兼会長[30]
- Yahoo!基金理事長[31]
- 一般社団法人日本インタラクティブ広告協会副理事長[32]
- 国際大学グローバル・コミュニケーションセンター フェロー[33]。
- 一般財団法人カルチャー・ヴィジョン・ジャパン理事[34]
- 地域IoT官民ネット理事[35]
- 公益財団法人国際文化会館評議員[36]